# Mieczysław Michałowicz

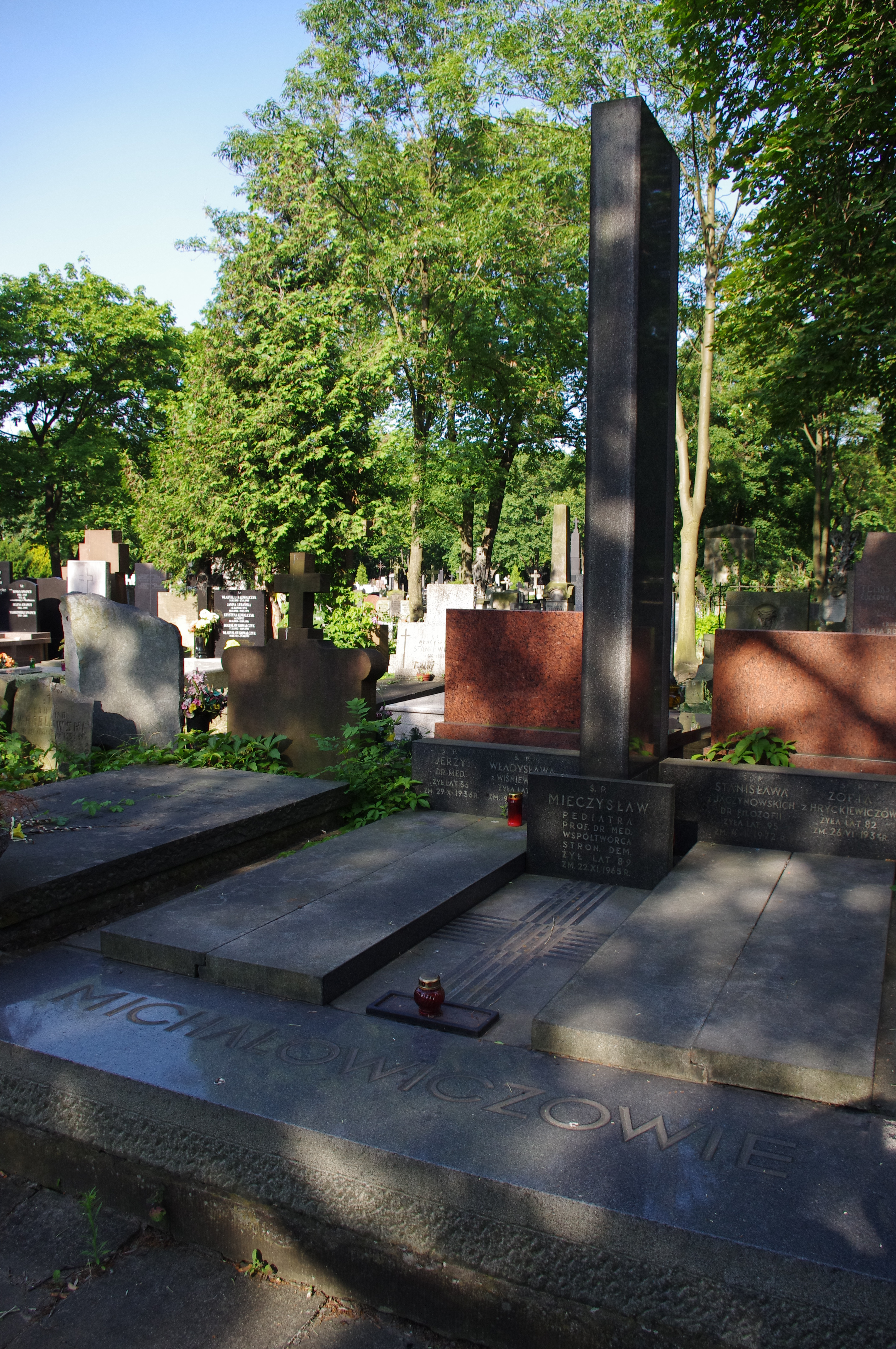
Grób Mieczysława Michałowicza na cmentarzu Powązkowskim w Warszawie

Mieczysław Jan Michałowicz (ur. 29 sierpnia?/10 września 1876 w Petersburgu, zm. 22 grudnia 1965 w Warszawie) – polski działacz polityczny i społeczny, podpułkownik lekarz Wojska Polskiego, wolnomularz, rektor Uniwersytetu Warszawskiego w latach 1930–1931, założyciel Polskiego Towarzystwa Pediatrycznego, senator IV kadencji w II RP w latach 1935–1938, poseł w latach 1945–1952 (do Krajowej Rady Narodowej, potem na Sejm Ustawodawczy), założyciel Unii Narodowo-Państwowej w 1922 roku.

## Życiorys
Był synem urzędnika państwowego Tytusa Edwarda Michałowicza i Zofii z Hryckiewiczów (zm. 1934). Od początku bardzo aktywny politycznie – w 1896 przystąpił do PPS, brał udział w rewolucji 1905. W PPS działał do 1906.
Ukończył rosyjską Akademię Wojskowo-Lekarską, a następnie podjął pracę w zawodzie lekarza. Po kilku latach postanowił wyspecjalizować się w dziedzinie pediatrii, studiował w Paryżu pod kierunkiem prof. Antoine Marfana, a następnie w Wiedniu u prof. Theodore Eschericha i Béli Schicka. Kontynuował naukę u prof. Heinricha Finkelsteina w Berlinie, Adalberta Czerny’ego w Strasburgu i prof. Jana Raczyńskiego we Lwowie
W 1922 roku był kapitanem rezerwy, a jego oddziałem macierzystym była Kompania Zapasowa Sanitarna Nr 1. W 1923 roku był już zweryfikowany w stopniu podpułkownika ze starszeństwem z dniem 1 czerwca 1919 roku w korpusie oficerów sanitarnych, grupa lekarzy. Posiadał wówczas przydział w rezerwie do 1 batalionu sanitarnego.
W dwudziestoleciu międzywojennym prowadził prace badawcze dotyczące opieki nad dzieckiem. Od 1920 był profesorem nadzwyczajnym Wydziału Lekarskiego Uniwersytetu Warszawskiego, a od 1927 profesorem zwyczajnym. W roku akademickim 1930/1931 pełnił funkcję rektora, a w kolejnym prorektora. Wykładał również na warszawskiej Akademii Medycznej, był członkiem Polskiej Akademii Umiejętności, członkiem tytularnym (od 1952) i członkiem rzeczywistym (od 1957) Polskiej Akademii Nauk. Jako przedstawiciel Warszawsko-Białostockiej Izby Lekarskiej został wybrany do składu Naczelnej Izby Lekarskiej V kadencji 1935–1939.
Został zweryfikowany w stopniu podpułkownika ze starszeństwem z dniem 1 czerwca 1919 roku w korpusie oficerów sanitarnych, grupa lekarzy. W 1934 roku pozostawał w ewidencji Powiatowej Komendy Uzupełnień Warszawa Miasto III i był sklasyfikowany z 17. lokatą na liście starszeństwa oficerów pospolitego ruszenia sanitarnych, grupa lekarzy. Posiadał wówczas przydział do Kadry Zapasowej 1 Szpitala Okręgowego w Warszawie.
W latach 1935–1938 był senatorem wybranym przez sanację, pod koniec II RP uniezależnił się od obozu piłsudczykowskiego i wraz z takimi działaczami jak Mikołaj Kwaśniewski, Regina Fleszarowa czy Wincenty Rzymowski został współzałożycielem Stronnictwa Demokratycznego. W 1939 został pierwszym prezesem Zarządu Głównego SD. Protestował przeciw instytucji getta ławkowego. 
W czasie kampanii wrześniowej 1939 roku walczył jako szef sztabu Poznańskiej Brygady Obrony Narodowej. 3 września został ranny.
W czasie okupacji członek Głównej Rady Politycznej. Podczas wojny więziony przez hitlerowców. Po 1944 zaangażował się w reaktywację Stronnictwa Demokratycznego – tym razem już „koncesjonowanego” (był prezesem Rady Naczelnej SD w latach 1945–1949, posłem do KRN i do Sejmu Ustawodawczego, po 1949 honorowym prezesem SD, był zaangażowany w prace Komitetu Słowiańskiego w Polsce. 
Był członkiem loży wolnomularskiej w Warszawie w czasach II Rzeczypospolitej. Jako wolnomularz działał w loży Wolność Przywrócona. Był autorem wielu publikacji naukowych z dziedziny pediatrii.
Zmarł 22 grudnia 1965 roku w Warszawie, pochowany na cmentarzu Powązkowskim (kwatera 117-4-19,20).

## Życie prywatne
W 1901 poślubił Stanisławę Jaczynowską (zm. 1972) − doktor filozofii, z którą miał syna Jerzego Władysława (1903–1936) − lekarza pediatrę, piłkarza i lekkoatletę, autora prac zakresu wychowania fizycznego.

## Ordery i odznaczenia
- Order Sztandaru Pracy I klasy (22 grudnia 1949)[15]
- Krzyż Komandorski z Gwiazdą Orderu Odrodzenia Polski (9 listopada 1931)[16]
- Krzyż Komandorski z Gwiazdą Orderu Odrodzenia Polski (29 grudnia 1945)[17]
- Krzyż Komandorski Orderu Odrodzenia Polski (3 maja 1928)[18][19][20]
- Krzyż Niepodległości (12 marca 1931)[21]
- Złoty Krzyż Zasługi (13 grudnia 1951)[22]
- Medal 10-lecia Polski Ludowej (13 stycznia 1955)[23]
- Złota odznaka honorowa „Za Zasługi dla Warszawy” (1960)[24]